# Hemerobius quadripunctatus
Hemerobius quadripunctatus là một loài côn trùng trong họ Hemerobiidae thuộc bộ Neuroptera. Loài này được Fabricius miêu tả năm 1787.